# Austrodecus tubiferum
Austrodecus tubiferum là một loài nhện biển trong họ Austrodecidae. Loài này thuộc chi Austrodecus. Austrodecus tubiferum được miêu tả khoa học năm 1957 bởi Stock.